# أو إس/2
أو إس/2 (بالإنجليزية: OS/2)‏ هو نظام تشغيل تم إنشاءه من مايكروسوفت وآي بي إم في البداية ثم انفردت آي بي إم لاحقاً بتطويره. مصدر الاسم بالإنجليزية من اختصار Operating System/2 أي نظام التشغيل/2 لأنه أصدر كجزء من مجموعة الجيل الثاني للحواسيب الشخصية. توقفت آي بي إم عن تسويق أو إس /2 كما تم ايقاف الدعم الرسمي في 31 ديسمبر 2006. حاليا تقوم أنظمة سيرينتي ببيع أو إس/2 تحت اسم eComStation.
تم تخطيط أو إس/2 كي يكون خليفة ذات وضع محمي لبي سي دوس ومايكروسوفت ويندوز. خلال البرمجة تم استخدام بنى شبيهة بالدوس ولذلك فإن لأو إس/2 أوجه شبه كثيرة مع ويندوز، ولكنها تشابه يونيكس وزينكس أيضا.
أو إس/2 كانت إحدى أولى نظم التشغيل ذات مجموعة مدافعة عنه خاصة به. فريق أو إس/2 كان منظمة من المتطوعين التي عنيت بترويج ودعم نظام التشغيل والبرامج الخاصة به.

## روابط خارجية
- (بالإنجليزية) تاريخ أو إس/2
- (بالإنجليزية) Microsoft documentation of OS/2 API compatibility with Windows NT